# Exuperius negator
Exuperius negator är en fjärilsart som beskrevs av Heinrich 1956. Exuperius negator ingår i släktet Exuperius och familjen mott. Inga underarter finns listade i Catalogue of Life.